# 그래미 평생 공로상
그래미 평생 공로상(영어: Grammy Lifetime Achievement Award)는 레코딩 아카데미가 여는 그래미 어워드의 공로상 중 하나로 인생 평생을 음악 분야에 활동하면서 자취를 남긴 공연자에게 수상한다. 그래미 평생 공로상은 사람이 아닌 음반이나 노래와 같이 특정 녹음물을 선정하는 그래미 명예의 전당과 비공연자에게 상을 수상하는 그래미 공로상과는 다르다.

## 그래미 평생 공로상 수상자
| 연도 | 수상자 | 출처  |
| ---- | --- | ----- |
| 1963 | 빙 크로스비 |       |
| 1965 | 프랭크 시나트라 |       |
| 1966 | 듀크 엘링턴 |       |
| 1967 | 엘라 피츠제럴드 |       |
| 1968 | 어빙 벌린 |       |
| 1971 | 엘비스 프레슬리 |       |
| 1972 | 루이 암스트롱, 마할리아 잭슨 |       |
| 1984 | 척 베리, 찰리 파커 |       |
| 1985 | 레너드 번스타인 |       |
| 1986 | 베니 굿맨, 롤링 스톤스, 안드레스 세고비아 |       |
| 1987 | 로이 에이커프, 베니 카터, 엔리코 카루소, 레이 찰스, 패츠 도미노, 우디 허먼, 빌리 홀리데이, B.B. 킹, 아이작 스턴, 이고르 스트라빈스키, 아르투로 토스카니니, 행크 윌리엄스 |       |
| 1989 | 프레드 아스테어, 파블로 카살스, 디지 길레스피, 야샤 하이페츠, 리나 혼, 레온타인 프라이스, 베시 스미스, 아트 테이텀, 세라 본                                              |       |
| 1990 | 냇 킹 콜, 마일스 데이비스, 블라디미르 호로비츠, 폴 매카트니 |       |
| 1991 | 매리언 앤더슨, 밥 딜런, 존 레논, 키티 웰스 |       |
| 1992 | 제임스 브라운, 존 콜트레인, 지미 헨드릭스, 머디 워터스 |       |
| 1993 | 쳇 앳킨스, 리틀 리처드, 셀로니어스 몽크, 빌 먼로, 피트 시거, 패츠 월러                                                                                                   |       |
| 1994 | 빌 에번스, 아레사 프랭클린, 아르투르 루빈스타인 |       |
| 1995 | 팻시 클라인, 페기 리, 헨리 맨시니, 커티스 메이필드, 바브라 스트라이샌드                                                                                                  |       |
| 1996 | 데이브 브루벡, 마빈 게이, 조지 숄티, 스티비 원더 |       |
| 1997 | 바비 블랜드, 에벌리 브라더스, 주디 갈런드, 스테판 그라펠리, 버디 홀리, 찰스 밍거스, 오스카 피터슨, 프랭크 자파                                                           |       |
| 1998 | 보 디들리, 밀스 브라더스, 로이 오비슨, 폴 로브슨 |       |
| 1999 | 조니 캐시, 샘 쿡, 오티스 레딩, 스모키 로빈슨, 멜 토메 |       |
| 2000 | 해리 벨라폰테, 우디 거스리, 존 리 후커, 미치 밀러, 윌리 넬슨 |       |
| 2001 | 비치 보이스, 토니 베넷, 새미 데이비스 주니어, 밥 말리, 더 후 |       |
| 2002 | 카운트 베이시, 로즈메리 클루니, 페리 코모, 알 그린, 조니 미첼 |       |
| 2003 | 에타 제임스, 조니 마티스, 글렌 밀러, 티토 푸엔테, 사이먼 & 가펑클 |       |
| 2004 | 밴 클라이번, 펑크 브라더스, 엘라 젠킨스, 소니 롤린스, 아티 쇼, 독 왓슨                                                                                                   |       |
| 2005 | 에디 아널드, 아트 블래키, 카터 패밀리, 모턴 굴드, 재니스 조플린, 레드 제플린, 제리 리 루이스, 젤리 롤 모턴, 파인톱 퍼킨스, 스테이플 싱어스                               |       |
| 2006 | 데이비드 보위, 크림, 멀 해거드, 로버트 존슨, 제시 노먼, 리처드 프라이어, 위버스                                                                                          |       |
| 2007 | 존 바에즈, 부커 T. & 더 M.G.'s, 마리아 칼라스, 오넷 콜먼, 도어스, 그레이트풀 데드, 밥 윌스                                                                               |       |
| 2008 | 버트 배커랙, 더 밴드, 캡 캘러웨이, 도리스 데이, 이츠하크 펄먼, 맥스 로치, 얼 스크러그스                                                                                  |       |
| 2009 | 진 오트리, 블라인드 보이스 오브 앨라배마, 포 탑스, 행크 존스, 브렌다 리, 딘 마틴, 톰 팩스턴                                                                              |       |
| 2010 | 레너드 코언, 보비 대린, 데이비드 "허니보이" 에드워즈, 마이클 잭슨, 로레타 린, 앙드레 프레빈, 클라크 테리                                                                 |       |
| 2011 | 줄리 앤드루스, 로이 헤인즈, 줄리아드 스트링 콰르텟, 킹스턴 트리오, 조지 베벌리 셰어                                                                                      | [ 1 ] |
| 2012 | 올맨 브라더스 밴드, 글렌 캠벨, 안토니우 카를루스 조빙, 조지 존스, 멤피스 혼스, 다이애나 로스, 길 스콧헤론                                                                |       |
| 2013 | 글렌 굴드, 찰리 헤이든, 라이트닝 홉킨스, 캐럴 킹, 패티 페이지, 라비 샹카르, 템테이션스                                                                                   | [ 2 ] |
| 2014 | 비틀즈, 클리프턴 셰니어, 아이즐리 브라더스, 크라프트베르크, 크리스 크리스토퍼슨, 아르만도 만사네로, 모드 퍼웰                                                            | [ 3 ] |
| 2015 | 비지스, 피에르 불레즈, 버디 가이, 조지 해리슨, 플라코 지메네즈, 루빈 브라더스, 웨인 쇼터                                                                                 | [ 4 ] |
| 2016 | 루스 브라운, 셀리아 크루즈, 어스 윈드 앤드 파이어, 허비 행콕, 제퍼슨 에어플레인, 린다 론스태트, Run-D.M.C.                                                               | [ 5 ] |
| 2017 | 셜리 카이사르, 아마드 자말, 찰리 프라이드, 지미 로저스, 니나 시몬, 슬라이 스톤, 벨벳 언더그라운드                                                                        | [ 6 ] |
| 2018 | 할 블레인, 닐 영, 에밀루 해리스, 루이스 조던, 미터스, 퀸, 티나 터너 | [ 7 ] |
| 2019 | 블랙 사바스, 조지 클린턴, 팔러먼트-펑카델릭, 빌리 엑스타인, 도니 해서웨이, 훌리오 이글레시아스, 샘 & 데이브, 디온 워릭                                                   | [ 8 ] |
| 2020 | 시카고, 로버타 플랙, 아이작 헤이스, 이기 팝, 존 프린, 퍼블릭 에너미, 시스터 로제타 사프                                                                                  | [ 9 ] |